# Sathrobrota
Sathrobrota is een geslacht van vlinders uit de familie prachtmotten (Cosmopterigidae).

## Soorten
- S. badia Hodges, 1962
- S. rileyi (Walsingham, 1882)
- S. simplex (Walsingham, 1891)